# エイドリアン・スティーヴン

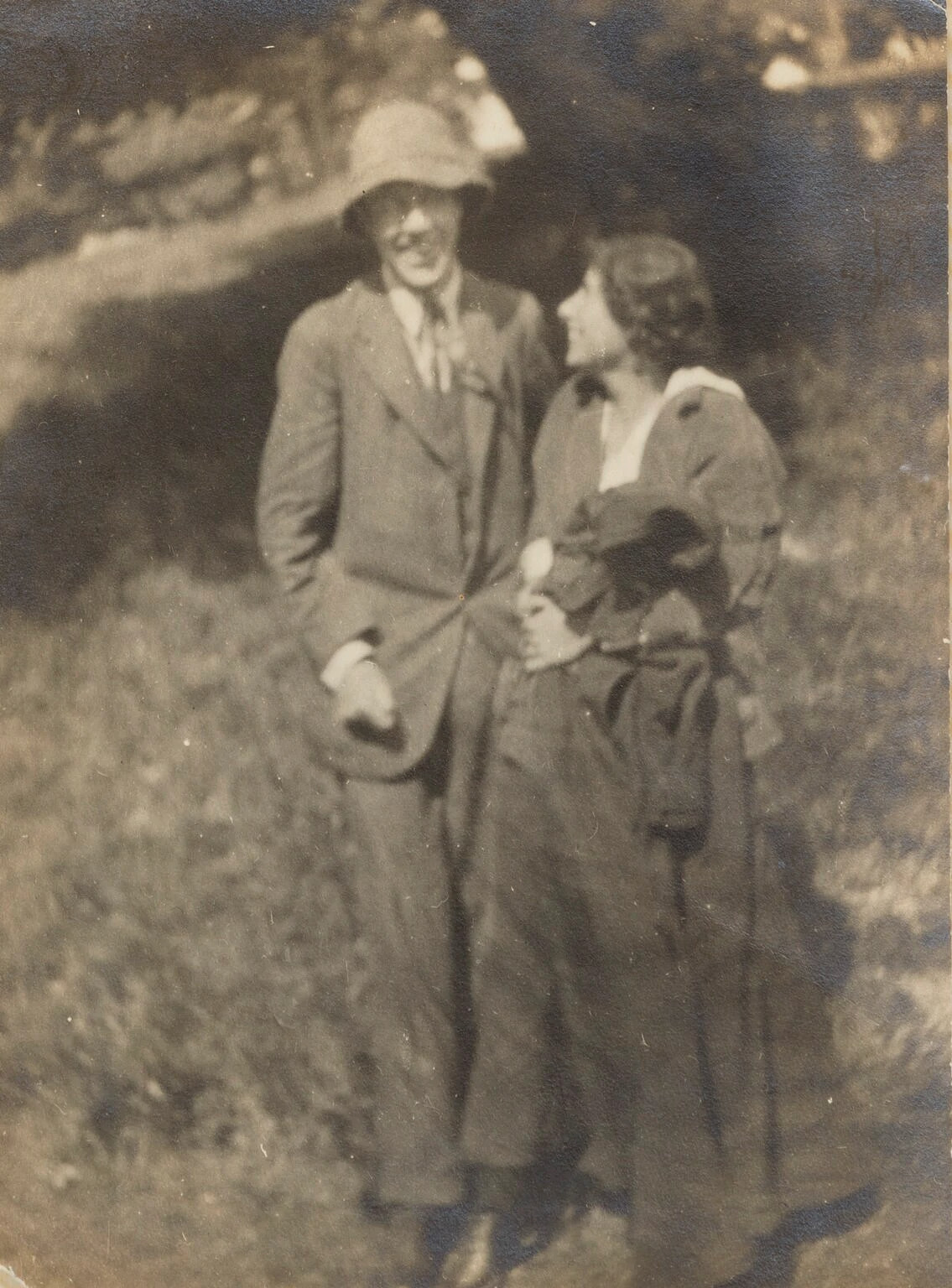
エイドリアン・スティーヴンとカリン・コステロー（1914年）。同年2人は結婚した。

エイドリアン・スティーヴン（Adrian Stephen、1883年10月27日 - 1948年5月3日）は、イギリスの作家、精神分析家である。トビー・スティーヴン、ヴァージニア・ウルフ、ヴァネッサ・ベルの弟であり、ブルームズベリー・グループのメンバーである。妻のカリンとともにジグムント・フロイトの研究に興味を持ち、イギリス初の精神分析家の1人となった。

## 生涯
スティーヴンは1883年10月27日に生まれた。父は作家・批評家のレズリー・スティーヴン、母はジュリア・スティーヴンである。2人の間には2男2女の4人の子供がおり、エイドリアンは末っ子だった。両親ともに再婚であり、父方に1人の異母姉、母方にジョージ・ダックワースとジェラルド・ダックワースなど3人の異父兄弟がいた。
1895年に母が、1904年に父が亡くなり、兄弟はブルームズベリーに引っ越した。この家は、後にブルームズベリー・グループの活動の拠点となった。スティーヴンはウェストミンスター・スクールで教育を受けた。その後、ケンブリッジ大学のトリニティ・カレッジに通い、法律と歴史の学位を取得した。
学生時代、芸術家のダンカン・グラントと関係を持ったことがあり、それがきっかけでグラントはスティーヴンの姉のヴァネッサと付き合うようになった。トリニティ・カレッジ在学中には、担ぎ屋として知られるホレス・ド・ヴィアー・コールと知り合い、彼が計画した偽エチオピア皇帝事件などの悪戯にも関わっている。
1914年、スティーヴンはカリン・コステロー(Karin Costelloe)と結婚した。カリンはケンブリッジ大学で哲学を専攻し、当時はニューナム・カレッジの研究生で、アンリ・ベルクソンについて研究していた。2人の間にはアンとジュディスという2人の娘がいた。
第一次世界大戦中の1916年にイギリスで徴兵制が導入されると、スティーヴンはブルームズベリー・グループの他の多くのメンバーと同様に良心的兵役拒否者となり、大戦中はカリンとともにエセックス州の農場で働いた。大戦の初期には民主的統制連合に積極的に参加し、後には徴兵制反対全国協議会の名誉会計となった。
大戦末期、エイドリアンとカリンは精神分析に興味を持つようになった。2人はアーネスト・ジョーンズから医学の訓練を受け、1920年代後半に資格を取得した。
1936年、四半世紀前に参加した「偽エチオピア皇帝事件」についての詳細な説明を執筆し、ホガース出版社から出版された。1930年代には反ファシスト活動にも深く関与するようになった。
第二次世界大戦では、ナチスの残忍さと反ユダヤ主義に怒りを覚え、前の大戦時の平和主義者としての姿勢を捨てて積極的に戦争に参加することを決め、1939年に57歳で陸軍精神分析医に志願した。
1942年から44年にかけてのイギリスの精神分析学界を二分する論争(Controversial discussions)の期間に、スティーヴンはイギリス精神分析学会の改革を積極的に推進した。1945年から47年にかけて同学会の科学主事に就任し、1946年にはジェームズ・ストラッシェイから論文誌"The International Journal of Psychoanalysis"の編集者の職を引き継いだ。
1948年5月3日に死去した。